# Oxytropis monophylla
Oxytropis monophylla là một loài thực vật có hoa trong họ Đậu. Loài này được Grubov miêu tả khoa học đầu tiên.